# Ljudevit Posavski
Ljudevit Posavski, knez v Spodnji Panoniji in vojskovodja, * ?, † 823.
Ljudevit Posavski je bil knez Spodnje Panonije, danes Slavonije, kjer je vladal v prvi polovici 9. stoletja; sedež je imel v Sisku. 

## Frankovska država po Karlu Velikem
Po smrti Karla Velikega (814), je prestol nasledil Ludvik Pobožni. Prejšnja moč vladarja je popustila in več plemenskih kneževin se je uprlo, napoved vladarja o delitvi države med sinove (817), pa je k uporu spodbudilo tudi nekatere veljake znotraj države.
Ludvik Pobožni je istega leta na mesto furlanskega vojvode, ki so mu bile podrejene slovanske kneževine, postavil Kadolaha. Kadolah si je v teh kneževinah prizadeval širiti frankovski vpliv in preprečiti širjenje vplivov iz Bizanca.

## Pritožba in prvi spopad
Ljudevit se je zato že leta (818) odločil k cesarju Ludviku Pobožnemu v Heristall poslati pritožbo nad Kadalohovimi novimi, nenavadnimi in krutimi postopki, ki pa jo cesar zavrne, zato se Ljudevit upre in poveže s sosednjimi kneževinami (Karantanci, Karniolci na zahodu, s katerimi so si bili v sorodu ter s Timočani na vzhodu). Kmalu pride do prvih spopadov s frankovsko vojsko, v kateri je Kadaloh poražen, kmalu pa tudi umre.

## Zavrnjena ponudba za mir in drugi spopad
Po prvih zmagah je Ljudevit poslal k cesarju na zasedanje državnega zbora v Ingelheim v juliju (819) odposlance s ponudbo za mir. Cesar ponudbe ni sprejel in zahteval zase več pravic. 
Na mesto novega furlanskega vojvode je prišel Balderik Furlanski in v Karantaniji v bitki ob Dravi porazil Ljudevita, ki je ravno zbiral uporniško vojsko. Poraženi Ljudevit je kljub temu kmalu zatem v bitki ob Kolpi konec decembra (819) porazil vojsko sosednjega kneza Borne in opustošil Dalmacijo. Za takšne uspehe je bil odločujoč prestop dela Bornove vojske k uporniški vojski, saj jo je vodil Ljudevitov svak Dragamož.

## Tretji spopad
O tem, kako zmanjšati Ljudevitovo moč je že januarja (820) razpravljal zbor, kjer je kot zaveznik sodeloval tudi knez Borna. Sklenili so napasti Ljudevita spomladi iz treh smeri;  iz Italije preko Noriških Alp, preko Karantanije in preko Bavarske in Zgornje Panonije. Ljudevit se je na to pripravil z gradnjo utrdb.
Pohod nad Ljudevitovo vojsko je bil za vse tri frankovske vojske težaven; Ljudevitova vojska jih je zadrževala ob prehodu preko Alp, v dolini Drave, do glavnega spopada pa ni prišlo saj se je Ljudevit umaknil v nedostopne predele. Frankovska vojska je ob vračanju podredila Karniolce in del upornih Karantancev (Karniolci se Balderiku poklonijo (dedidere), Karantance 'spreobrnejo' (facere curavit). 
Državni zbor je obravnaval vojno z Ljudevitom tudi februrja (821), ki je v tem času gradil utrdbe s pomočjo beneškega patriarha. Knez Borna je medtem umrl, zamenjal ga je nečak Ladislav.
Leta 822 so Franki ponovno izvedli prodor v Spodnjo Panonijo, tokrat pa se je Ljudevit Posavski umaknil k Srbom, verjetno h kakemu srbskemu plemenu ob Uni. Tu je s prevaro ubil njihovega voditelja, misleč, da je frankovski zaveznik in pobegnil k Ljudemislu v Dalmacijo. Ta je Ljudevita dal ubiti leta 823.